# 越後湯澤溫泉

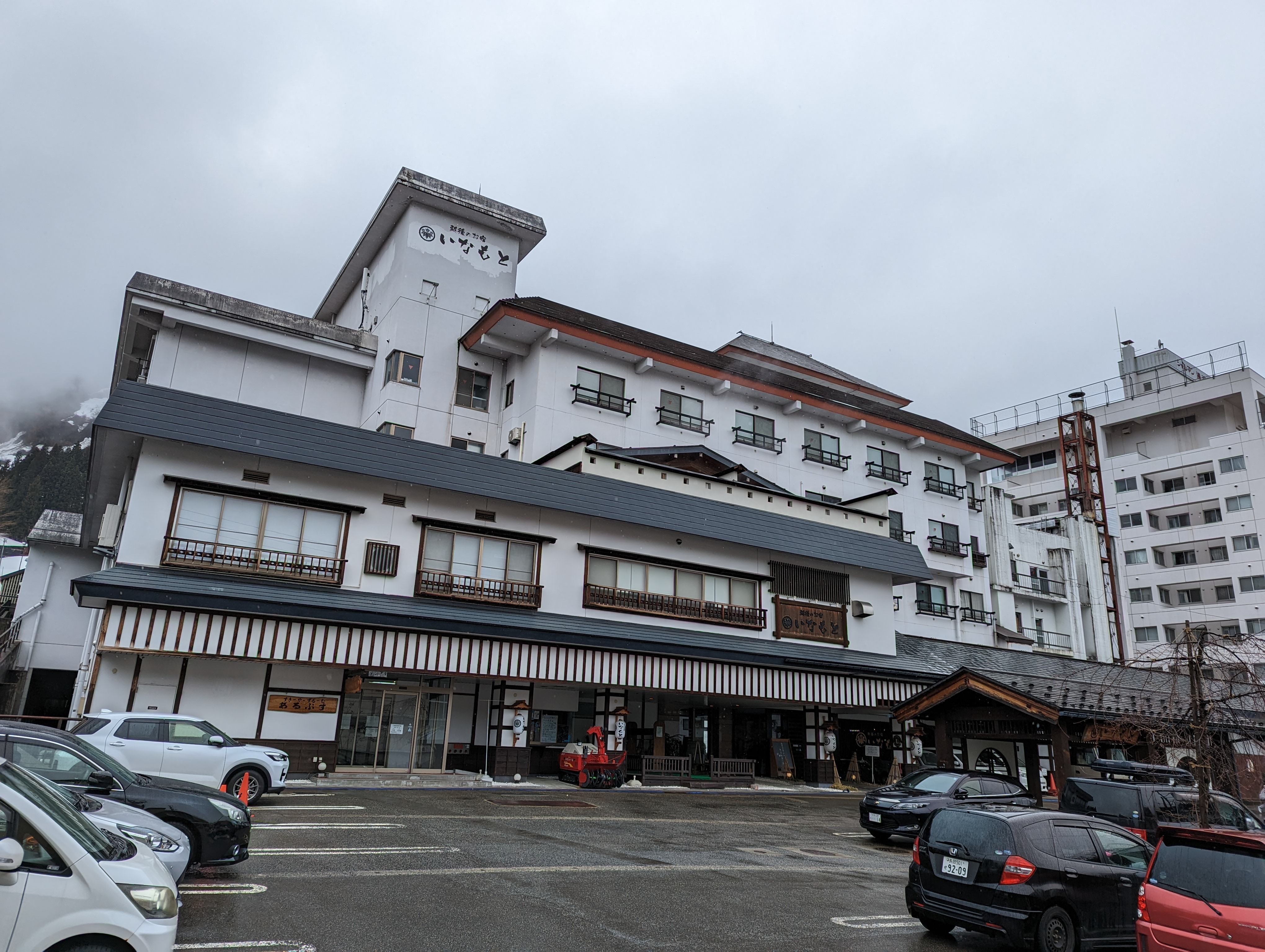
溫泉旅館

越後湯澤溫泉（えちごゆざわおんせん）是新潟縣南魚沼郡湯澤町的溫泉。川端康成的小說『雪國』的舞台。也單稱湯澤溫泉。

## 泉質
- 弱鹼性・低張性・高溫泉的單純溫泉或硫磺泉・塩化物泉等泉質相異的源泉井。
  - 源泉溫度 - 32 - 83℃

## 溫泉街
越後湯澤車站西側的新潟縣道462號湯澤溫泉線沿線，有溫泉旅館、飯店、飲食店、土產店、足湯等。

## 關連項目
- 溫泉、溫泉街、溫泉番付

## 外部連結
- 湯沢観光協会 （页面存档备份，存于）